# 최시형

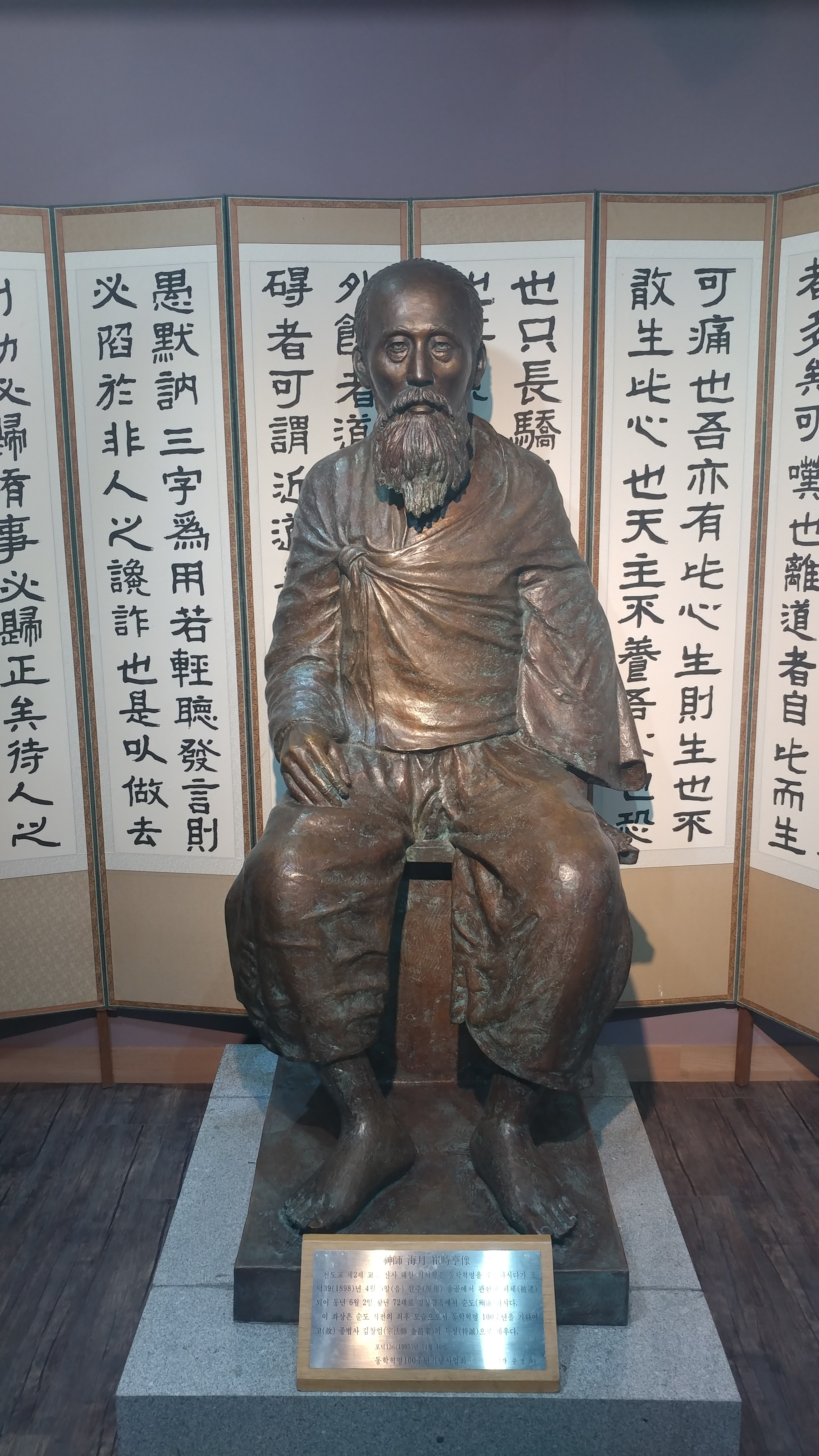
동학 제2대 교주 해월 최시형 선생 기념 동상

최시형(崔時亨, 본명: 최경상, 본명 한자: 崔慶翔, 1827년 3월 21일~1898년 6월 2일)은 조선 시대 말기의 종교인, 교육자, 사상가이자 동학의 제2대 교주요, 호(號)는 해월(海月)이다. 본은 경주(慶州)이며, 경상도 경주에서 최종수(崔宗秀) 부부의 외동 아들로 출생하였다.
일찍이 부모를 병으로 모두 잃고, 조지소(造紙所, 종이 만드는 공장.)에서 조지원(造紙員, 종이 만드는 일꾼.)으로 일하다가, 원척 족숙(먼 일족 숙부)이기도 하였던 스승 최제우가 청년이었던 그를 거두어 가르친 뒤, 최제우의 수제자가 되었고, 후일 그의 돈독한 도맥을 이어 받아 동학의 제2대 교주로 취임했다. 본명은 최경상(崔慶翔)으로, 훗날 1875년에 이름을 최시형(崔時亨)으로 바꾸었다.

## 생애
최시형은 일찍이 고아가 되어 고생을 하였으며, 종이 만드는 공장(工場)인 조지소(造紙所)에서 조지원(造紙員)으로 일하였다. 1861년(철종 12년) 조지소를 찾아 온 먼 일족인 최제우와 세상과 철학 담론 등을 나누었으며, 그의 제자가 되어 동학교도가 되었고 1863년 최제우의 후임으로 제2대 교주가 되었다. 1864년 조선 정부의 탄압으로 최제우가 처형되자 태백산에 은신하였다가, 뒤에 관헌의 감시를 피해 안동, 울진 등지로 돌아다니며 포교에 힘썼다.
1871년(고종 8) 이필제(李弼濟, 또는 다른 이름은 이필)가 그의 승낙 없이 교조 신원 운동을 전개하여, 영해(寧海)에서 이필제의 난을 일으켜 동학에 대한 정부의 탄압이 가중되자 소백산의 암굴에 피신하였다. 그 뒤 영월을 거쳐 인제에 가서 《동경대전》을 간행하고, 이어 단양에서 《용담유사》를 발간하는 등 경전을 완성하였다. 1884년 갑신정변으로 정국이 소란하여 동학에 대한 탄압이 완화되자, 조직 강화에 힘써 육임제(六任制)를 확립하고 전국에 육임소(六任所)를 설치하여 종교로서의 체제를 갖추어 나갔다.
1892년 손천민(孫天民), 손병희 등의 주장에 따라 충청도 관찰사에게 교조의 신원과 포교의 자유 및 탐관오리의 숙청 등을 요구하는 글을 보냈으나 묵살당하였다. 1893년 초 흥선대원군은 동학도들이 상경하여 경복궁 앞에서 복합상소운동을 벌이는 기회를 이용하여 이준용을 왕으로 추대하려 하였다. 정교는 1893년 2월 11일부터 2월 13일까지 3일간 박광호를 소두로 하는 약 50명의 동학교도들이 상경하여 궁궐 앞에서 교조 신원을 탄원하며 연좌시위를 벌인 사건을 대원군이 시킨 일이라고 주장하였다. 이때 정교는 대원군이 은밀히 동학당 수만 명을 서울로 불러 모임을 갖고 장차 불궤를 도모하여 그의 손자 이준용을 (왕으로) 추대하려 했으나 결국 실패하고 말았다고 하였다. 최시형은 전봉준 등이 흥선대원군 등과 모의하는 것을 부정적으로 평가했다. 대원군에 의해 이용당하리라는 것이 최시형의 주장이었다. 그러나 전봉준은 이 뒤로도 동학농민군에 대한 지원을 약속하는 흥선대원군의 말을 신뢰하고 그와 연결을 계속 하였다.
1893년 2월 동학교도들은 제2차 신원운동을 전개하여, 박광호(朴光浩)를 소두(疏頭)로 하여 각 도의 동학 대표자 40여 명을 보내어 고종에게 직접 상소를 올리고 대궐 앞에서 사흘 밤낮을 통곡하게 했다. 고종으로부터 해산을 조건으로 선처를 약속받고 일단 해산했으나, 시행될 기미가 보이지 않으므로 다시 제3차 신원운동을 계획하고 보은의 대도소(大都所)에 전국 교도들의 집결을 명령하였다. 그와 함께 교조의 신원과 부패 관리의 처단 및 종교의 자유를 주장하며 척왜양창의(斥倭洋倡義)의 기치를 들고 대대적인 시위를 감행하려 했다. 이에 당황한 조정으로부터 파견된 선무사 어윤중과 면담하여 선처를 약속받고 우선 경상도 관찰사 조병식(趙秉式), 영장(營將) 윤영기(尹泳璣) 등 탐관이 파면되자 자진 해산했다.
그는 모든 운동에서 일체의 폭력 사건을 엄금하도록 시달했다. 그러나 1893년 12월부터 1894년 1월에 올린 동학도 및 농민군의 상소 중 최시형의 탄핵 상소에 의해 경상도 관찰사 조병식(趙秉式), 영장(營將) 윤영기(尹泳璣) 등이 파직되긴 했으나 이후 고관들은 농민들의 상소문을 검열하였고, 사태는 나아지진 않았다. 도리어 조병갑은 전봉준과 그의 일가를 잡아들이고, 전봉준의 부친에게 형문을 가해 죽게 한다. 1894년 고부 접주 전봉준이 농민과 동학도를 지휘하여 동학 농민 운동을 일으키자, 초기에는 그러한 폭력 사건에 대해 반대하는 입장을 취하였다. 나중에 교주로서 이에 호응하여 북접(北接) 산학 동학도를 궐기시켜, 청산(靑山)에 집결했다가 회덕(懷德)의 관아를 습격하여 무기를 탈취했으나 관군과의 충돌을 피해 우선 해산시켰다.
그러나 각지의 관군을 격파하여 요구 조건의 이해를 수락 받고, 동학군을 해산시켰던 전봉준이 일본군의 상륙과 정부의 요구 조건 불이행을 이유로 음력 9월 다시 기포(起包)하자 그도 북접 각지의 접주들에게 총궐기를 명령하였으며, 10만 명의 병력을 인솔하여 논산에서 남접군(南接軍)과 합세하였다.
이에 관군·일본군의 연합군과 공주에서 싸워 참패하고, 논산을 거쳐 장수 등지에서 연패하고 영동·청주로 피신했다가 1898년 원주에서 송경인(宋敬仁)의 밀고로 붙잡혀, 한양으로 압송되어 교수형 되었다.
죽은 뒤 1907년 고종의 특지로 신원되었다.
최시형의 후계 동학 교주로는 의암 손병희가 이어받아 3대 교주가 되었으며 후에 동학을 천도교로 개명하게 된다.

## 기타

### 이필의 민란 당시
최시형은 인내천 사상을 중심으로 평화적인 선교와 정치문제에 간섭하지 않는다는 원칙을 내세웠다. 그러나 1871년 충청북도의 동학 접주 중의 한사람인 이필제가 교조의 신원을 명분으로 봉기하려 하자 최시형은 이를 반대하며 승산이 없을 것이라고 경고를 했다. 결국 이필제의 봉기군은 대패하고 말았다.

### 동학 농민운동 당시 대응
제2대 교주 최시형이 이끄는 북접은 남접의 다른 지도자였던 전봉준의 기병을 탐탁지 않게 여겨 왔다. 최시형 이하 북접 지도부는 포교의 자유를 얻는 데에만 관심이 있었다. 1차 봉기 때에도 북접은 참가하지 않았다. 당시에 동학의 주요 지도자였던 오지영의 진술에 따르면, 최시형은 호남의 전봉준과 호서의 서장옥은 나라의 역적이고 사문난적이다 라 규정하고, 동시에 남접의 농민군을 칠 예정이었다. 당시 남접의 지도자인 김개남 등은 조선 정부를 부정하고 스스로 개남국왕(開南國王)이라 칭하였다. 최시형은 전봉준 역시 조선 정부를 부정하고 새 나라를 세우려는 것이 아닌가 의심하기도 했다.
남접과 달리 북접은 중농 이상이 많아 개혁에 관심이 없었다. 북접의 목적은 최제우의 명예 회복과 동학의 포덕 자유 허용이 목적이었다. 북접은 최대한 정치적 문제에서 회피하려 했고, 흥선대원군과의 연결을 탐탁치 않게 생각하였다. 남접이 3차 봉기를 준비하자, 북접은 남접 농민군을 공격하려고까지 했다. 북접은 되도록 정치적 문제에서 회피하려 했다. 그러다가 그해 9월 최시형이 제자들의 간곡한 설득을 하면서 참여하게 되었다.
일본군이 관군과 함께 농민군을 압박하자, 최시형 등은 처음에는 협상론인 화전론(和戰論)을 펼치다가, 마침내 현실상황의 급박함을 인식하여 스스로 자신의 주장을 포기하고 북접을 전봉준의 무장투쟁 노선에 동참시켰다. 인심이 즉 천심이고 이는 천운이 이르는 바이다. 고로 너희들은 도중(道衆)을 동원하여 전봉준과 협력, 이로써 교주의 원한을 풀어 드리고 나아가 우리 도의 큰 뜻을 실현시키라! 이로써 손병희 등이 이끄는 북접이 남접과 힘을 합쳐 봉기 에 가담했다.

## 가족 관계
- 부친 최종수(1804~1841)
- 아내: 밀양 손씨 (? ~ 1899.10.11.)
- 딸: ?
- 딸: ?
- 딸: ?
- 아내: 안동 김씨(? ~ 1887. 2. 24.)  
  - 아들: 최덕기(德基 솔봉 1875.1.24. ~ 1893.10.15.)
  - 딸: 최윤(潤, 1878 ~ 1956)
- 아내: 손시화(孫時嬅) - (1864.8.4-1938.3.23.) (의암 손병희의 누이동생)
  - 아들: 최동희 (1890.1.4-1927.1.26.)
  - 아들: 최동호 (1897-1923.)
    - 손자 최익환(1913 3.19 ~ 1999 6.14)
    - 손자 최진환
    - 손녀 최문환
      - 증손녀 최인혜

## 최시형을 다룬 작품

### TV 드라마
- 《풍운》(KBS1 한국방송공사 TV 드라마, 1982년) - (배우: 강계식)
- 《대원군》(MBC 문화방송 TV 드라마, 1990년) - (배우: 노주현)
- 《찬란한 여명》(KBS 한국방송공사 TV 드라마, 1996년) - (배우: 김시원)
- 《녹두꽃》(SBS 드라마、2019년) - (배우: 전무송)

## 같이 보기
| - 동학 - 동학 농민 운동 - 천도교 - 최제우 - 이필제 - 손병희 - 손화중 - 손천민 - 흥선대원군 | - 임오군란 - 이필제의 난 - 남접 - 북접 - 김구 - 이준용 - 전봉준 - 김개남 - 송병준 | - 동경대전 - 육임소 - 용담유사 |

## 참고 자료
- 이 문서에는 다음커뮤니케이션(현 카카오)에서 GFDL 또는 CC-SA 라이선스로 배포한 글로벌 세계대백과사전의 "동학혁명" 항목을 기초로 작성된 글이 포함되어 있습니다.